# The Will
"The Will" es el segundo episodio de la primera temporada de la serie de televisión dramática estadounidense Six Feet Under. El episodio fue escrito por el coproductor ejecutivo Christian Williams y dirigido por Miguel Arteta. Se emitió originalmente en HBO el 10 de junio de 2001.
La serie está ambientada en Los Ángeles y retrata la vida de la familia Fisher, que dirige una funeraria, junto con sus amigos y amantes. Explora los conflictos que surgen después de que el patriarca de la familia, Nathaniel, muere en un accidente automovilístico. En este episodio, los Fisher se enteran del testimonio de Nathaniel, lo que provoca fricciones en la familia.
Según Nielsen Media Research, el episodio fue visto por un estimado de 3,89 millones de espectadores en hogares y obtuvo una calificación de hogares de Nielsen de 2,5. El episodio recibió críticas positivas de los críticos, quienes elogiaron las actuaciones, los temas y la dirección.

## Trama
En su casa, Chandler Swanson (Mark Devine) invita a algunos de sus socios a invertir en Beauty Vision, un sistema de gestión de vida. Posteriormente salta a su piscina, pero su familia queda horrorizada cuando se dan cuenta de que muere al golpearse la cabeza contra el fondo de la piscina.
La viuda de Chandler, Adele (Tracy Middendorf), se reúne con David (Michael C. Hall) para organizar su funeral. Él la convence de comprar un ataúd específico, pero su tarjeta de crédito está bloqueada. Después, la familia asiste a la lectura del testamento de Nathaniel, donde Nathaniel dejó su dinero y acciones a Claire (Lauren Ambrose), pero ella está enojada porque debe ir a la universidad o esperar hasta tener 25 años para recibir su herencia. También dejó Fisher & Sons en participación del 50% a David y Nate (Peter Krause). Esto molesta a David, ya que trabajó más duro que Nate en la funeraria. La situación empeora cuando Nate recibe la tarea de entregar un cuerpo, pero se detiene durante dos horas para cenar con Brenda (Rachel Griffiths), lo que hace que el estado del cuerpo se deteriore.
Ruth (Frances Conroy) está frustrada por la pelea de sus hijos y se va de excursión con su novio Hiram (Ed Begley, Jr.). Esto le da la oportunidad de reflexionar sobre su vida y decide dejar el negocio funerario a David y Nate. Los Fisher descubren que Adele no podrá afrontar los gastos ya que el negocio de Chandler era un esquema piramidal, dejándola con muchas deudas a su nombre. Al ver su situación, Nate decide en privado alquilarle un ataúd, lo que va en contra de los procedimientos de la funeraria. Sintiéndose perdida con su vida, Claire decide salir con Gabe (Eric Balfour) y fumar marihuana mientras intenta lidiar con el comportamiento de su madre.
David se sorprende con la llegada repentina de su exnovia, Jennifer (Missy Yager), quien le ofrece sus condolencias por la muerte de su padre. A pesar de haber acordado reunirse con Keith (Mathew St. Patrick) y sus amigos, David decide ir a cenar con Jennifer para hablar abiertamente sobre su relación con su padre. Cuando visita el apartamento de Keith borracho, Keith no le permite entrar, ya que descubrió a dónde fue en realidad. Más tarde, mientras David y Nate tienen otra discusión, Brenda los llama y quiere reunirse con ellos en una parada de autobús. Brenda aparece en un autobús revelando que es el mismo que mató a Nathaniel, lo que provoca que David se derrumba.

## Producción

### Desarrollo
El episodio fue escrito por el coproductor ejecutivo Christian Williams y dirigido por Miguel Arteta. Este fue el primer crédito como guionista de Williams y el primer crédito como director de Arteta.

## Recepción

### Audiencia
En su emisión original en Estados Unidos, "The Will" fue vista por un estimado de 3,89 millones de espectadores en hogares, con un rating de 2,5 en hogares. Esto significa que fue visto por el 2,5% de los hogares estimados del país, y fue visto por 2,59 millones de hogares.  Esto representó una disminución del 22% en la audiencia con respecto al episodio anterior, que fue visto por 4,97 millones de espectadores en hogares con una calificación de 3,6 en hogares. 

### Reseñas críticas
"The Will" recibió críticas positivas de los críticos. John Teti, de The AV Club, escribió: "Una de las mejores cosas de Six Feet Under es que la insatisfacción subyacente de los personajes puede explotar en los momentos más inesperados. Qué intercambio tan impactante entre Ruth y David a mitad del episodio. [...] ¡Dios mío! La energía de la sala cambia inmediatamente, pero no es barato. Parece justificado".
Entertainment Weekly le dio al episodio una calificación de "B+" y escribió: "Aunque el ritmo es un poco lento porque los personajes aún se están desarrollando, el episodio establece efectivamente uno de los conflictos centrales de la serie: el choque entre el hijo obediente David y su socio renuente Nate".  Mark Zimmer de Digitally Obsessed le dio al episodio una calificación de 4 de 5. 
TV Tome le dio al episodio una calificación de 9 sobre 10 y escribió: "¿Mejor que el primer episodio? Es difícil decirlo, pero definitivamente está a la par".  Billie Doux de Doux Reviews le dio al episodio 3 de 4 estrellas y escribió: "Lo que fue interesante fue que, mientras Nate cometió algunas erecciones serias (como tener su "primera cita" con Brenda mientras el último cliente de Fisher and Sons se pudría en el estacionamiento), Nate demostró que en realidad podría tener algo de talento para el negocio del que huyó toda su vida".  Television Without Pity le dio al episodio una calificación de "C+". 
En 2016, Ross Bonaime de Paste lo clasificó en el puesto 28 en su ranking de episodios de la serie y escribió: "La lectura del testamento de Nathaniel hace que todos se pregunten cuáles eran sus verdaderas intenciones. Nate obtiene la mitad de una empresa que nunca quiso y David tiene que compartir el negocio por el que ha trabajado toda su vida, lo que crea nuevos problemas dentro de la dinámica familiar ya problemática. Pero "The Will" trata sobre el proceso de curación, ya que Nate y David se unen por su dolor, mientras que Ruth acepta estar soltera por primera vez desde que era adolescente. Las heridas no desaparecerán pronto, pero el proceso se está abriendo camino lentamente a través de los Fisher".